# B-lymfocyt marginální zóny
B lymfocyty marginální zóny (MZ B lymfocyty) jsou necirkulující maturované B buňky, které se u člověka automaticky segregují do marginální zóny (MZ) sleziny a některých dalších typů lymfoidní tkáně. MZ B lymfocyty této tkáně typicky exprimují nízkoafinitní polyreaktivní B-buněčný receptor (BCR), vysoké hladiny imunoglobulinů IgM, velké množství Toll-like receptorů (TLR) a molekul CD21, CD1, CD9, CD27. Naopak se vyznačují nízkou až žádnou produkci imunoglobulinů IgD a molekul CD23, CD5 a CD11b, což je pomáhá fenotypicky odlišit od folikulárních (FO) B lymofcytů a B1 B lymfocytů.
MZ B lymfocyty jsou populací B lymfocytů s charakteristikami přirozené imunity, která je specializovaná na rychlou T-závislou i T-nezávislou odpověď vůči krevním patogenům. Je také známo, že jsou hlavními producenty protilátek IgM u člověka.

## Vývoj a diferenciace
Marginální zóna sleziny obsahuje hned několik podtypů makrofágů a dendritických buněk, které jsou v interakci s MZ B buňkami. Tato zóna se plně vyvíjí v 2-3. týdnu po narození u hlodavců a 1-2. roce po narození u dětí. U člověka, ale nikoli u hlodavců, se MZ B lymfocyty nachází také ve vnitřní stěně subkapsulárního sinu lymfatických uzlin, epitelu tonzilárních krypt a subepiteliální oblasti lymfoidních tkání asociovaných se sliznicí, včetně střevních Peyerových plátů. Lidské MZ B lymfocyty jsou také přítomny v periferní krvi, což naznačuje jejich schopnost recirkulace. Avšak myší MZ B lymfocyty pravděpodobně necirkulují a jsou omezeny pouze na migraci do folikulů.
MZ B buňky jsou rozpoznávány jako populace B lymfocytů exprimující vysoké hladiny IgM a CD21 a naopak nízké hladiny IgD a CD23. Dále jsou rozpoznávány jako buňky exprimující CD9 a CD27 (u člověka). Myší MZ B lymfocyty charakteristicky exprimují vysoké hladiny CD1d, což je molekula prostřednictvím které dochází k prezentaci lipidů NKT buňkám. Na rozdíl od FO B lymfocytů, MZ B lymfocyty na svém povrchu exprimují polyreaktivní BCR, které vážou různé mikrobiální vzory. Navíc exprimují vysoké hladiny TLR.
U jedinců, kterým byla knock-outována PTK2B tyrozin kináza, nedošlo k vývoji MZ B lymfocytů, zatímco B1 B lymfocyty zůstaly přítomné. MZ B lymfocyty jsou jedinými B lymfocyty závislými na NOTCH2 signalizaci pro proliferaci.

## Aktivace a funkce
Podobně jako B1 B lymfocyty mohou být MZ B lymfocyty rychle rekrutovány k časné adaptivní odpovědi nezávisle na pomoci T lymfocytů. MZ B buňky jsou umístěny jako první obranná linie proti systémovým antigenům přenášeným krví, které vstupují do oběhu a jsou zachyceny ve slezině. Zatímco velké antigeny přenášené krví jsou zachycovány dendritickými buňkami, cirkulujícími granulocyty nebo makrofágy marginální zóny, menší antigeny přenášené krví mohou přímo interagovat s MZ B lymfocyty umístěnými na vnější straně marginálního sinu sleziny. MZ B buňky se migrují mezi krví naplněnou marginální zónou, kde se dochází ke styku s antigeny a folikuly, kde se dostávají do kontaktu s folikulárními dendritickými buňkami. U myší bylo prokázáno, že MZ B buňky cestují prostřednictvím integrinového ligandu ICAM-1 a adherují, nebo migrují dolů tokem pomocí integrinového ligandu VCAM-1. Zatímco pro vstup MZ B buněk do folikulu je nezbytná CXCR5 / CXCL13 signalizace, pro výstup z folikulu slouží sfingosin-1-fosfátová signalizace.
MZ B lymfocyty reagují na široké spektrum T-nezávislých, ale také T-závislých antigenů. Předpokládá se, že MZ B buňky jsou obzvláště citlivé na mikrobiální polysacharidové antigeny opouzdřených bakterií jako jsou Streptococcus pneumoniae, Haemophilus influenzae, nebo Neisseria meningitidis. MZ B buňky jsou často aktivovány za spolupráce TLR a BCR, které rozpoznávají mikrobiální molekulární struktury. Tyto „vrozené“ B buňky poskytují rychlou první linii obrany proti krevním patogenům a produkují protilátky široké specificity ještě před indukcí vysokoafinní protilátkové odpovědi závislé na T buňkách. MZ B buňky tak mohou hrát důležitou roli v prevenci rozvoje sepse. V porovnání s FO B lymfocyty vykazují nižší aktivační práh a vyšší sklon k diferenciaci v plazmatické buňky. Toto dále přispívá k urychlené primární protilátkové odpovědi. MZ B buňky jsou považovány za hlavní producenty IgM u člověka.
Jejich důležitost nespočívá pouze v produkci protilátek proti patogenům, ale také v podílení se na udržení homeostázy prostřednictvím opsonizace odumřelých buněk a buněčných zbytků. Kromě toho jsou velmi dobrými antigen-prezentujícími buňkami. MZ B buňky jsou schopné účinnější aktivace CD4+ T buněk než FO B buňky, protože exprimují vyšší hladiny molekul MHC třídy II, CD80 a CD86.
Deficience MZ B lymfocytů jsou spojeny s vyšším rizikem pneumokokové infekce, menigitidy a vedou k nedostatečné protilátkové odpovědi na polysacharidy opouzdřených bakterií.

## Buněčná paměť
U B lymfocytů marginální zóny člověka bylo potvrzeno, že dochází k somatické hypermutaci v jejich imunoglobulinových genech, což naznačuje, že byly generovány reakcí germinálního centra, aby se staly paměťovými buňkami. Zatímco naivní MZ B buňky produkují nízkoafinitní IgM protilátky, paměťové MZ B buňky exprimují vysokoafinitní Ig molekuly. Kromě buněk produkujících IgM protilátky lze v marginální zóně hlodavců i člověka detekovat buňky produkující protilátky třídy IgG a IgA. Lidské paměťové MZ B lymfocyty exprimují molekulu CD27, která je členem rodiny TNF-receptorů a je exprimována lidskými paměťovými B buňkami.

## Role v autoimunitních onemocněních
Mnoho B buněčných receptorů MZ B buněk je self-reaktivních. To může být faktorem přispívajícím k jejich expanzi u některých autoimunitních onemocnění. Ovšem na druhé straně je jejich role při odstraňování vlastních antigenů považována za důležitý mechanismus prevence jejich rozvoje. Vliv expanze self-reaktivních MZ B lymfocytů byl pozorován na myších modelech lupusu, cukrovky a artritidy. Avšak bylo pozorováno, že jejich hladiny při rozvoji vaskulitidy u člověka jsou sníženy.

## Role v nádorech
B buňky marginální zóny se stávají maligními buňkami v lymfomech marginální zóny. Jedná se o heterogenní skupinu obvykle indolentních lymfomů.